# Hatpate
Hatpate (nepalski: हत्पते) – gaun wikas samiti w środkowej części Nepalu  w strefie Dźanakpur w dystrykcie Sindhuli. Według nepalskiego spisu powszechnego z 2001 roku liczył on 1391 gospodarstw domowych i 7510 mieszkańców (3731 kobiet i 3779 mężczyzn).